# علی‌قلی اوشاغی
علی‌قلی اوشاغی (ترکی آذربایجانی: Əliquluuşağı) یک منطقهٔ مسکونی در جمهوری آرتساخ است که در استان کاشاتاق واقع شده‌است.